# Fluorofoor

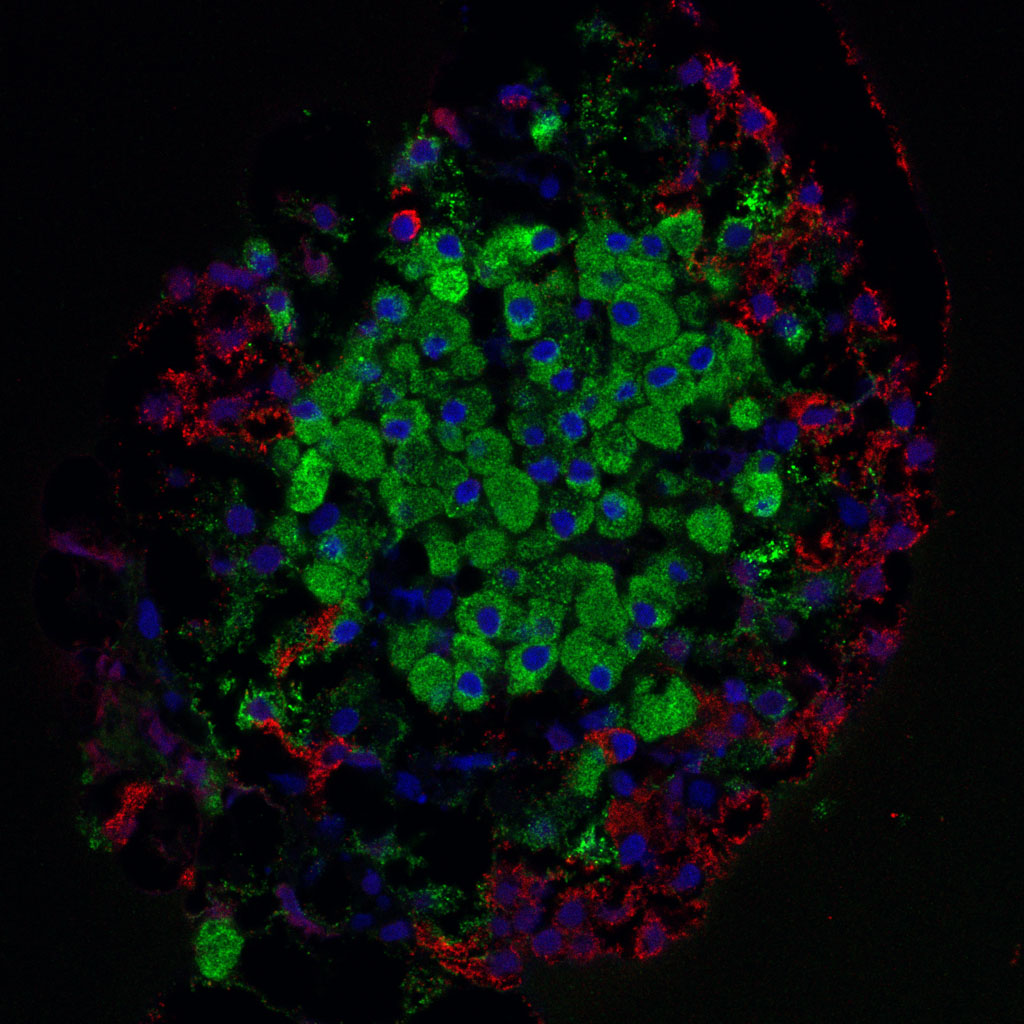
Eilandjes van Langerhans gekleurd met drie verschillende fluorochromen

Een fluorofoor of fluorochroom is een chemische stof die fluorescentie vertoont; dat wil zeggen dat deze licht emitteert na excitatie. Vele fluoroforen hebben een molecuulstructuur met meerdere geconjugeerde aromatische ringen; in ringsystemen is het vaak makkelijker om een elektron in aangeslagen toestand te brengen.
Fluoroforen worden veel gebruikt als marker in de moleculaire biologie, in technieken als flowcytometrie, immunofluorescentie en fluorescentie-in-situhybridisatie. In veel gevallen wordt een fluorochroom covalent gebonden aan een antilichaam dat tegen een specifiek doelmolecuul in de cel is gericht, zoals het cytoskelet of een ander eiwit van interesse. Op deze manier kan men gewenste celonderdelen aankleuren, detecteren en zichtbaar maken. 
Fluoresceïne, en het nauw verwante fluoresceïne-isothiocyanaat (FITC), is een van de meest populaire fluoroforen in moleculair onderzoek. Andere historisch zeer gangbare fluoroforen zijn derivaten van rhodamine, coumarine en cyanine. Nieuwere generaties fluoroforen die op de markt zijn gebracht hebben vaak een beter activiteitsprofiel, omdat ze fotostabieler, helderder of minder pH-gevoelig zijn dan traditionele kleurstoffen met vergelijkbare excitatie en emissie.